# HMAS Bataan (I91)
HMAS Bataan (D9/I91/D191) là một tàu khu trục lớp Tribal của Hải quân Hoàng gia Australia. Được đặt lườn vào năm 1942 và hoàn tất vào năm 1945, nó thoạt tiên được đặt tên Chingilli hay Kurnai nhưng được đổi tên trước khi hạ thủy nhằm vinh danh sự kháng cự của quân đội Hoa Kỳ trong Trận Bataan tại Philippines.
Cho dù không thể hoàn tất kịp lúc để tham gia tác chiến trong Chiến tranh Thế giới thứ hai, Bataan đã có mặt trong vịnh Tokyo vào ngày 2 tháng 9 năm 1945 khi Nhật Bản đầu hàng, và đã thực hiện hiện bốn lượt bố trí phục vụ cùng Lực lượng Chiếm đóng Khối thịnh vượng chung Anh. Vào năm 1950, Chiến tranh Triều Tiên nổ ra lúc nó đang trên đường đi sang Nhật Bản cho lượt bố trí thứ năm, và chiếc tàu khu trục được chuyển hướng để phục vụ tuần tra và hộ tống tàu sân bay cho đến đầu năm 1951. Một lượt phục vụ thứ hai tại Triều Tiên được thực hiện trong năm 1952.
Bataan được cho ngừng hoạt động vào năm 1954 và bị tháo dỡ vào năm 1958.

## Thiết kế và chế tạo
Bataan là một trong số ba chiếc tàu khu trục lớp Tribal được Hải quân Hoàng gia Australia đặt hàng. Những con tàu này được thiết kế với trọng lượng choán nước tiêu chuẩn 1.850 tấn Anh (1.880 t), có chiều dài ở mực nước là 355 foot (108 m) và chiều dài chung là 377,5 foot (115,1 m), với mạn thuyền rộng 36,5 foot (11,1 m). Động lực được cung cấp bởi ba nồi hơi ống nước và hai Turbine hơi nước Parsons, tạo một tổng công suất 44.000 mã lực càng (33.000 kW) cho hai trục chân vịt. Tốc độ tối đa đạt được là 36,5 hải lý trên giờ (67,6 km/h; 42,0 mph), và với tốc độ đường trường 15 hải lý trên giờ (28 km/h; 17 mph) nó có tầm xa hoạt động 5.700 nmi (10.560 km; 6.560 mi). Thành phần thủy thủ đoàn của con tàu là 261 người, gồm 14 sĩ quan và 247 thủy thủ.
Vào lúc hoàn tất, chiếc tàu khu trục được trang bị sáu pháo QF 4,7 inch (120 mm) trên ba tháp pháo nòng đôi; hai pháo QF 4 inch (101,6 mm) Mk. XVI trên một tháp pháo nòng đôi, sáu khẩu Bofors 40 mm phòng không nòng đơn, một khẩu đội QF 2 pounder Mark VIII "pom pom" bốn nòng, một dàn ống phóng ngư lôi 21 inch (530 mm) gồm bốn ống, và hai máy phóng mìn sâu với tổng cộng 46 quả mìn được mang theo. Đến năm 1945, số lượng thủy lôi và mìn sâu mang theo được giảm bớt.
Chiếc tàu khu trục được đặt lườn tại xưởng tàu của hãng Cockatoo Docks and Engineering Company Ltd. tại Sydney, New South Wales vào ngày 18 tháng 2 năm 1942. Nó được hạ thủy vào ngày 15 tháng 1 năm 1944, được đỡ đầu bởi bà Jean MacArthur, phu nhân Đại tướng Lục quân Hoa Kỳ Douglas MacArthur. Con tàu được cho nhập biên chế cùng Hải quân Hoàng gia Australia vào ngày 25 tháng 5 năm 1945, và công việc trang bị hoàn tất vào ngày 26 tháng 6. Chiếc tàu khu trục thoạt tiên được đặt tên Chingilli, nhưng được đổi sang Kurnai theo tên người Gunai bản địa của Australia trước khi việc chế tạo bắt đầu. Nó lại được đổi tên trước khi hạ thủy thành Bataan; nhằm vinh danh sự kháng cự của quân đội Hoa Kỳ trong Trận Bataan tại Philippines vào đầu chiến tranh. Đây cũng là hoạt động nhằm đáp lễ nghĩa cử cao đẹp của Hoa Kỳ, khi họ quyết định đặt tên một tàu tuần dương hạng nặng là USS Canberra (CA-70) để tưởng niệm chiếc tàu tuần dương Australia HMAS Canberra (D33) bị mất trong Trận chiến đảo Savo.

## Lịch sử hoạt động
Sau khi được đưa vào hoạt động, Bataan lên đường đi sang Nhật Bản ngang qua Philippines; cho dù nó đến nơi quá trễ để tham gia chiến đấu, chiếc tàu khu trục đã có mặt trong vịnh Tokyo vào lúc diễn ra buổi lễ ký kết văn kiện Nhật Bản đầu hàng trên chiếc thiết giáp hạm Hoa Kỳ USS Missouri (BB-63) vào ngày 2 tháng 9 năm 1945. Bataan tiếp tục ở lại vùng biển Nhật Bản cho đến ngày 18 tháng 11, phục vụ như là đại diện của quân đội Australia, và giúp phối hợp trong việc hồi hương các tù binh chiến tranh. Từ cuối năm 1946 đến cuối năm 1949, chiếc tàu khu trục trải qua 17 tháng trong bốn lượt bố trí phục vụ tại vùng biển Nhật Bản cùng Lực lượng Chiếm đóng Khối thịnh vượng chung Anh. Nó trải qua thời gian còn lại trong ba năm này tại vùng biển Australia.

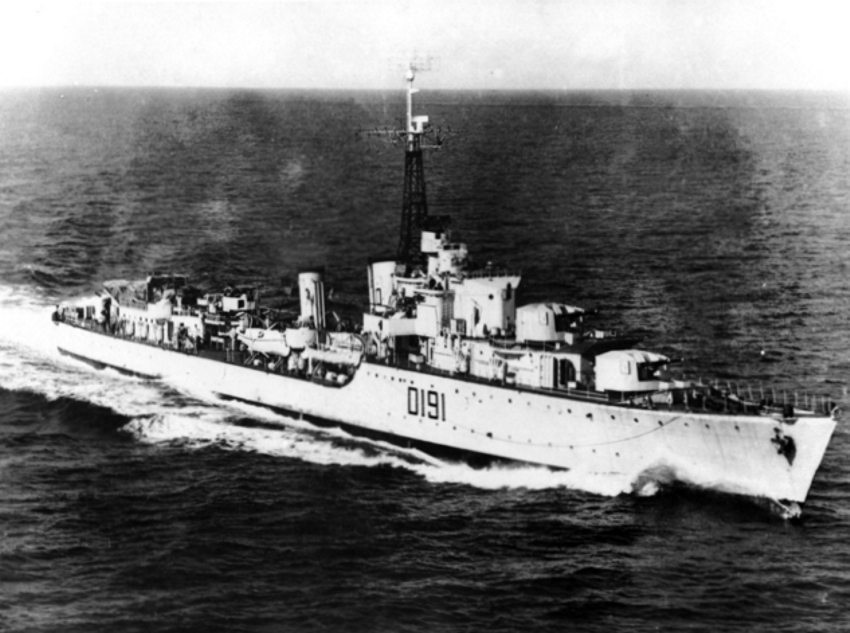
HMAS Bataan hoạt động ngoài khơi Triều Tiên

Vào cuối tháng 6 năm 1950, Bataan đang trên đường đi sang Nhật Bản cho lượt bố trí phục vụ thứ năm tại đây khi Chiến tranh Triều Tiên nổ ra. Từ đầu tháng 7 năm 1950 cho đến ngày 29 tháng 5 năm 1951, chiếc tàu khu trục hoạt động ngoài khơi bán đảo Triều Tiên, làm nhiệm vụ tuần tra, phong tỏa, hộ tống các tàu sân bay, và bắn phá các vị trí đối phương dọc bờ biển. Một lượt phục vụ thứ hai tại Triều Tiên diễn ra từ ngày 4 tháng 2 đến ngày 31 tháng 8 năm 1952, khi Bataan hoàn thành hầu hết các nhiệm vụ tương tự. Nó được tặng thưởng Vinh dự Chiến trận "Triều Tiên 1950–52" cho thành tích phục vụ trong giai đoạn này.
Đến tháng 11 năm 1953, Bataan viếng thăm Singapore. Đây là lần duy nhất kể từ sau chiến tranh Triều Tiên, và cũng là lần cuối cùng trong thời gian còn lại của quãng đời hoạt động mà chiếc tàu khu trục rời vùng biển Australia.
Bataan được cho ngừng hoạt động tại Sydney vào ngày 18 tháng 10 năm 1954, bị bỏ không trong thành phần dự bị và chờ đợi để được cải biến thành một tàu hộ tống chống tàu ngầm. Tuy nhiên, việc cải biến bị hủy bỏ vào năm 1957, và Bataan được đưa vào danh sách loại bỏ. Nó bị bán cho hãng T. Carr and Company tại Sydney vào năm 1958 để tháo dỡ.